# Forbasy
Forbasy és un poble i municipi d'Eslovàquia. Es troba a la regió de Prešov, al nord del país.

## Història
La primera referència escrita de la vila data del 1311.

## Demografia
| Godina             | 1994 | 2004   | 2014   | 2024   |
| ------------------ | ---- | ------ | ------ | ------ |
| Nombre de persones | 371  | 387    | 423    | 440    |
| Diferència         |      | +4,31% | +9,30% | +4,01% |

| Godina             | 2023 | 2024   |
| ------------------ | ---- | ------ |
| Nombre de persones | 446  | 440    |
| Diferència         |      | −1,34% |